# Turdus cardis
Turdus cardis е вид птица от семейство Turdidae.

## Разпространение
Видът е разпространен във Виетнам, Китай, Лаос, Русия, Северна Корея, Южна Корея и Япония.